# Tomas Sandström
Tomas Sandström, född 4 september 1964 i Jakobstad, Finland, är en svensk före detta professionell ishockeyspelare. 
Tomas Sandström, som är uppvuxen i Fagersta, Västmanlands län, är en av de mest meriterade svenskar som spelat i NHL. Han vann Stanley Cup med Detroit Red Wings 1997.
Sandström hade förmågan att förvalta passningar till mål, avgjorde ofta matcher och var ett ständigt hot med sitt elaka spelsätt.  Båda Tomas och sedermera NHL-proffset Ulf Samuelsson spelade tillsammans som pojkar i Fagersta pojkar födda 1964.
Han är farbror till Lucas Sandström, som även han är ishockeyspelare.

## Sverige
Sandström föddes i Jakobstad i Österbotten i Finland. Som liten kom han med familjen till Sverige och Fagersta där han växte upp. Sandström började spela i Fagersta AIK:s A-lag som 15-åring. Säsongen 1981–82 blev Sandström korad till Sveriges bäste Junior och gjorde 39 poäng på 32 matcher för Fagersta. 1982 övergick juniorlandslagsmannen till Brynäs IF som ersättare för Mats Näslund som flyttat till Montreal Canadiens. Även Tomas bror Mikael spelade i Brynäs. På grund av Sandströms unga ålder fick han delta i JSM-finalen mot Leksand. I Elitserien gjorde Sandström 36 poäng varav 22 mål vilket var starkt av en nykomling. Brynäs missade dock slutspelet detta år då endast de fyra bästa lagen kvalificerade sig för slutspel. Säsongen efter lyckades Sandström göra 19 mål och 10 assist. Vid denna tid debuterade Sandström även i Tre Kronor och var med i OS i Sarajevo där Sverige vann brons, då hade Sandström inte ens fyllt 20 år.

## NHL
1984 flyttade Sandström till New York Rangers. Redan 1982 hade Sandström blivit draftad som Rangers andra val. Säsongen blev en succé då Sandström gjorde 29 mål, mest i laget, och 30 assist för 59 poäng på 74 matcher och blev framröstad som årets mest värdefulle spelare i New York Rangers. 
Säsongen 1985–86 drabbades han av småskador på hösten och missade 9 matcher i början av säsongen och gjorde totalt 54 poäng. I slutspelet gick Rangers till tredje omgången och Sandström gjorde 10 poäng. Väl i tredje omgången blev man utslagna av slutsegrarna Montreal Canadiens. 1986–87 drabbades han åter av skador men spelade 64 matcher och gjorde 40 mål och 34 assist för 74 poäng. I slutspelet blev man utslagna av Philadelphia Flyers i första omgången.
Beroende på det tidiga slutet i NHL-slutspelet kunde Sandström åka till VM i Österrike 1987. Där gjorde Sandström det mycket viktiga 2-2-målet mot Sovjetunionen. Det ledde till VM-guld i en ganska stökig turnering (Sikora-affären).. Målet har alltid rankats mycket högt som ett av de mest klassiska Tre Kronor-målen. 
Säsongen 1987–88 gjorde Sandström 68 poäng på 69 matcher men Rangers missade slutspelet. 1988–89 gjorde Sandström 32 mål, 56 assist och 88 poäng på 79 matcher och vann lagets interna poängliga. Slutspelet blev ett fiasko, Rangers åkte ut i första omgången mot Pittsburgh Penguins i fyra raka matcher. 
Sandström deltog i och med det snabba uttåget i Ishockey-VM 1989 i Sverige. Säsongen 1989–90 spelade Sandström bara 48 matcher och gjorde 39 poäng. I januari 1990 blev han tillsammans med Tony Granato bortbytt till Los Angeles Kings. Kings gick till slutspel men åkte ut i andra omgången mot Edmonton Oilers. Sandström noterades för 33 poäng på 28 matcher. Säsongen 1990–91 fick han en hel säsong på sig i nya klubbtröjan. Sandström gjorde 45 mål och 44 assist och sammanlagt 89 poäng. Detta var hans bästa notering någonsin i NHL. I slutspelet åkte Kings ut i andra omgången mot Edmonton.
Innan säsongen 1991–92 kunde börja blev han uttagen till Canada Cup 1991. Under den följande säsongen blev Sandström skadad och kunde bara spela 49 matcher vilka han gjorde 39 poäng på. I slutspelet åkte man ut redan i första omgången, för tredje året i rad förlorade man mot Edmonton. Säsongen 1992–93 var även den en med skador. Bara 39 matcher spelades med 52 poäng från Sandström. I slutspelet gjorde han 8 mål, 17 assist och 25 poäng på 24 matcher men Los Angeles föll i finalen mot Montreal Canadiens.
Sandström hade en nedgång i karriären i Kings varför han under säsongen 1993–94 övergick till Pittsburgh Penguins. Laget vann Northeast Division men åkte ut redan i första omgången i slutspelet. Säsongen 1994–95 blev försenad på grund av en spelarstrejk, den startade i januari. Sandström åkte hem och spelade för Malmö Redhawks. På tolv matcher gjorde Sandström 10 mål och 5 assist. Åter i NHL gjorde Sandström 44 poäng på 47 matcher. Pittsburgh kom tvåa i Northeast Division. I slutspelet åkte man ut i andra omgången mot New Jersey Devils. 
Säsongen 1995–96 gjorde Sandström 35 mål och 35 assist på 58 matcher. I slutspelet gick man till den tredje omgången mot Florida Panthers, där det behövdes sju matcher att det skulle komma ett avgörande från Florida.
Säsongen 1996–97 var karriären på väg nedåt. Sandström var inte den effektiva målskytt han varit tidigare. Han fick spela för Detroit Red Wings. Red Wings, som inte vunnit Stanley Cup på 42 år hade ett kanonlag med "The Russian Five" (Fetisov, Konstantinov, Fedorov, Larionov och Kozlov). Sandström spelade 34 grundseriematcher och gjorde 9 mål och 9 assist och hade 36 utvisningsminuter. I Stanley Cup-finalen vann Detroit fyra raka matcher mot Philadelphia, i den fjärde och avgörande matchen passade Sandström till Detroits 2-0 mål, slutresultat 2-1.   
Sandström gick därefter till Anaheim Mighty Ducks. Första säsongen slutade med 17 poäng på 77 matcher. Ducks kom på sjätte plats i Pacific Division och missade slutspelet. Under säsongen deltog Sandström i OS i Nagano. Sverige åkte ut i kvartsfinalen mot Finland. Det var sista gången Sandströms spelade i landslaget.

## Sverige igen
Efter säsongen vände Sandström hem till Sverige för spel i Malmö. Sandström noteras för 29 poäng på 42 matcher. Malmö åkte till sist ut ur slutspelet och säsongen var över. Säsongen 2000–01 blev väldigt varierad. Malmö slutade femma. Följande säsong blev Sandströms sista. Han gjorde 15 poäng på 37 matcher. MIF slutade sexa. 
Totalt gjorde Sandström 983 NHL-matcher, 394 mål, 462 assist och 856 poäng. I slutspelssammanhang 139 matcher, 32 mål, 49 assist och 81 poäng. 
Han arbetar numera som brandman i Trelleborg, Skåne. 

## Meriter
- NHL All-Rookie Team 1985
- Världsmästare 1987
- Svenska Dagbladets guldmedalj 1987
- OS-turneringar: 1984 (brons), 1998
- Canada Cup 1984 (silver), 1991
- Stanley Cup-seger med Detroit Red Wings 1997

## Klubbar
- Fagersta AIK -1982
- Brynäs IF 1982-1984
- New York Rangers 1984-1990
- Los Angeles Kings 1990-1994
- Pittsburgh Penguins 1994-1996
- Detroit Red Wings 1996–97
- Anaheim Mighty Ducks 1997-1999
- Malmö Redhawks 1994, 1999-2002

## Statistik

### Klubbkarriär
| 1984–85    | New York Rangers        | NHL        | 74  | 29  | 30  | 59  | 51   | 3   | 0  | 2  | 2  | 0   |
| 1985–86    | New York Rangers        | NHL        | 73  | 25  | 29  | 54  | 109  | 16  | 4  | 6  | 10 | 20  |
| 1986–87    | New York Rangers        | NHL        | 64  | 40  | 34  | 74  | 60   | 6   | 1  | 2  | 3  | 20  |
| 1987–88    | New York Rangers        | NHL        | 69  | 28  | 40  | 68  | 95   | —   | —  | —  | —  | —   |
| 1988–89    | New York Rangers        | NHL        | 79  | 32  | 56  | 88  | 148  | 4   | 3  | 2  | 5  | 12  |
| 1989–90    | New York Rangers        | NHL        | 48  | 19  | 19  | 38  | 100  | —   | —  | —  | —  | —   |
| 1989–90    | Los Angeles Kings       | NHL        | 28  | 13  | 20  | 33  | 28   | 10  | 5  | 4  | 9  | 19  |
| 1990–91    | Los Angeles Kings       | NHL        | 68  | 45  | 44  | 89  | 106  | 10  | 4  | 4  | 8  | 14  |
| 1991–92    | Los Angeles Kings       | NHL        | 49  | 17  | 22  | 39  | 70   | 6   | 0  | 3  | 3  | 8   |
| 1992–93    | Los Angeles Kings       | NHL        | 39  | 25  | 27  | 52  | 57   | 24  | 8  | 17 | 25 | 12  |
| 1993–94    | Los Angeles Kings       | NHL        | 51  | 17  | 24  | 41  | 59   | —   | —  | —  | —  | —   |
| 1993–94    | Pittsburgh Penguins     | NHL        | 27  | 6   | 11  | 17  | 24   | 6   | 0  | 0  | 0  | 4   |
| 1994–95    | Pittsburgh Penguins     | NHL        | 47  | 21  | 23  | 44  | 42   | 12  | 3  | 3  | 6  | 16  |
| 1994–95    | Malmö IF                | Elitserien | 12  | 10  | 5   | 15  | 14   | —   | —  | —  | —  | —   |
| 1995–96    | Pittsburgh Penguins     | NHL        | 58  | 35  | 35  | 70  | 69   | 18  | 4  | 2  | 6  | 30  |
| 1996–97    | Pittsburgh Penguins     | NHL        | 40  | 9   | 15  | 24  | 33   | —   | —  | —  | —  | —   |
| 1996–97    | Detroit Red Wings       | NHL        | 34  | 9   | 9   | 18  | 36   | 20  | 0  | 4  | 4  | 24  |
| 1997–98    | Mighty Ducks of Anaheim | NHL        | 77  | 9   | 8   | 17  | 64   | —   | —  | —  | —  | —   |
| 1998–99    | Mighty Ducks of Anaheim | NHL        | 58  | 15  | 17  | 32  | 42   | 4   | 0  | 0  | 0  | 4   |
| 1999–00    | Malmö IF                | Elitserien | 42  | 16  | 13  | 29  | 28   | —   | —  | —  | —  | —   |
| 2000–01    | Malmö IF                | Elitserien | 50  | 17  | 9   | 26  | 90   | 8   | 3  | 3  | 6  | 60  |
| 2001–02    | Malmö IF                | Elitserien | 37  | 8   | 7   | 15  | 40   | 5   | 0  | 1  | 1  | 6   |
| NHL totalt | NHL totalt              | NHL totalt | 983 | 394 | 463 | 857 | 1193 | 139 | 32 | 49 | 81 | 183 |